# Xerophyllum tenax
Espèce
Classification APG III (2009)
Xerophyllum tenax, l'herbe d'ours ou xérophylle tenace, est une espèce de plante herbacée. Elle ressemble à une graminée (Poaceae) mais ce n'en est pas une. Elle appartient à la famille des Liliaceae selon la classification classique, ou à celle des Melanthiaceae, selon la classification phylogénétique.
Ses fleurs forment une grande panicule blanc crémeux dressée au-dessus d'une rosette de feuilles.

## Liens externes

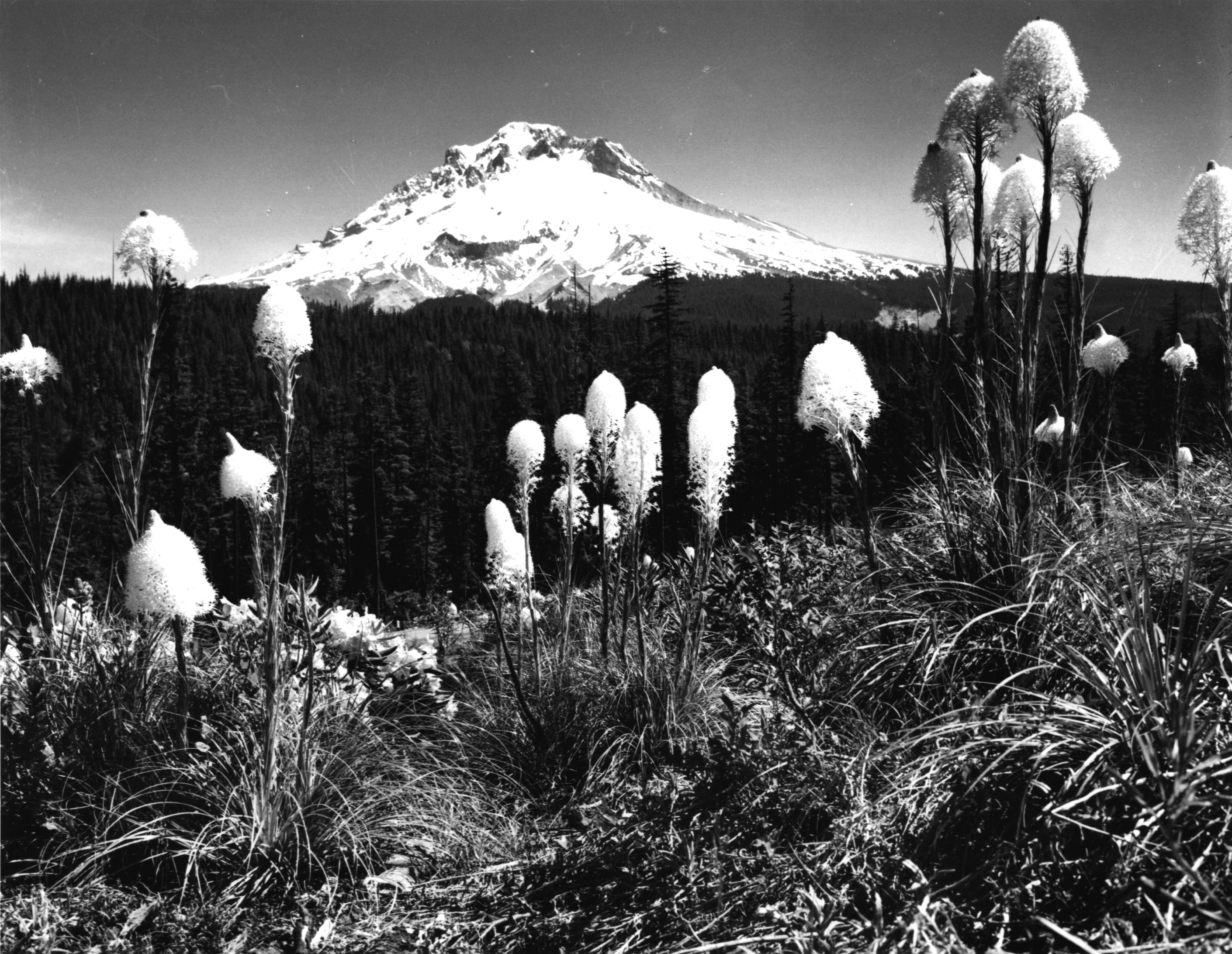
Xerophyllum tenax

## Synonyme
- Helonias tenax Pursh